# Rockin’ at the Hops
Rockin’ at the Hops — четвёртый альбом американского певца Чака Берри. В американский хит-парад он не вошёл.

## Обзор
Название альбома отсылает к школьным дискотекам 1950-х гг. Впервые в свой альбом Берри включил песни чужих авторов (пять композиций): до этого Берри исполнял лишь свои собственные сочинения. Открывающая пластинку песня «Bye Bye Johnny» является лирическим продолжением песни «Johnny B. Goode». Песни «Let It Rock» и «I Got To Find My Baby» позже были неоднократно записаны группами «британского вторжения» (The Rolling Stones, The Yardbirds, The Beatles и др.). Все песни были записаны в студии Chess Records в Чикаго.

## Список композиций
Все композиции написаны Чаком Берри, за исключением отмеченных особо.
| №   | Название                | Автор(ы)                               | Длительность |
| --- | ----------------------- | -------------------------------------- | ------------ |
| 1.  | «Bye Bye Johnny»        | Мейджор Мерривезер                     | 2:02         |
| 2.  | «Worried Life Blues»    | Дон Рэй                                | 2:07         |
| 3.  | «Down the Road a Piece» | Джей Макшенн, Уолтер Браун             | 2:10         |
| 4.  | «Confessin’ the Blues»  |                                        | 2:06         |
| 5.  | «Too Pooped to Pop»     |                                        | 2:31         |
| 6.  | «Mad Lad»               | Дэвис                                  | 2:06         |
| 7.  | «I Got to Find My Baby» |                                        | 2:12         |
| 8.  | «Betty Jean»            |                                        | 2:25         |
| 9.  | «Childhood Sweetheart»  |                                        | 2:40         |
| 10. | «Broken Arrow»          |                                        | 2:19         |
| 11. | «Driftin’ Blues»        | Эдди Уильямс, Джонни Мур, Чарльз Браун | 2:16         |
| 12. | «Let It Rock»           |                                        | 1:42         |

## Участники записи
- Чак Берри — гитара, вокал
- Фред Белоу — барабаны
- Джонни Джонсон — фортепиано
- Вилли Диксон — бас-гитара
- Лерой К. Дэвис — тенор-саксофон
- Эбби Харди — барабаны
- Мэт Мёрфи — гитара
- The Ecuadors — подпевки

## Альбомные синглы
- Let It Rock / Too Pooped To Pop (1960)
- Bye Bye Johnny / Worried Life Blues (1960)
- I Got To Find My Baby / Mad Lad (1960)